# Померания (провинция)

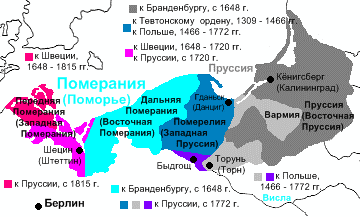
Померания, Западная и Восточная Пруссия

Помера́ния (нем. Pommern) — владение бранденбург-прусских Гогенцоллернов (1648—1815) и затем провинция Пруссии (1815—1945) в Померании. С 1871 года — часть единой Германии. Столица — город Штеттин. Сегодня Передняя Померания входит в состав ФРГ, являясь частью земли Мекленбург-Передняя Померания, а Восточная Померания — в состав Польши, являясь частью Поморского и Западно-Поморского воеводств.

## История

### Присоединение померанских земель Гогенцоллернами
В 1618 году бранденбургские Гогенцоллерны унаследовали прусское герцогство, в результате чего была образована личная уния Бранденбург-Пруссия и курфюрсты Бранденбурга одновременно становились герцогами Пруссии. В результате смерти в 1637 году последнего померанского герцога Богуслава XIV пресеклась мужская линия Померанского дома. На наследство претендовал бранденбургский курфюрст Георг Вильгельм, опиравшийся на заключённый в 1464 году пакт между померанскими Гриффичами и бранденбургскими Гогенцоллернами, однако в завещании Богуслава было указано, что в случае отсутствия наследника мужского пола герцогство должно было отойти Швеции (король Густав II Адольф приходился ему родственником), а не Бранденбургу. Конфликт осложнился тем, что Швеция и Бранденбург занимали противоположные стороны в ходе бушующей в то время «Тридцатилетней войны» (1618—1648).

Провинции Королевства Пруссия в 1806 году

В 1648 году в соответствии с завершившим Тридцатилетнюю войну Вестфальским договором Померания была поделена между Бранденбургом-Пруссией (Верхняя Померания), и Швецией (Нижняя Померания). В 1678 году бранденбургскому курфюрсту Фридриху Вильгельму I хотя и удалось в ходе Сконской войны завоевать всю Померанию, однако по условиям Сен-Жерменского договора под давлением Франции ему снова пришлось отказаться от большей части завоёванных земель.
После того как бранденбургский курфюрст Фридрих III в 1701 году провозгласил себя королём Пруссии, тем самым превратив прусское герцогство в королевство, название «Пруссия» постепенно распространилось и на все владения Гогенцоллернов как в границах Священной Римской империи, так и за её пределами, хотя формально оно относилось лишь к владениям прусского короля за пределами Священной Римской империи. При этом другие владения прусского короля, входящие в Священную Римскую империю, вплоть до её развала в 1806 году формально не являлись территориями Королевства Пруссия, хотя и являлись частью прусского государства.
По условиям заключённого в 1720 году Стокгольмского договора, завершившего Северную войну Швеция отдала Пруссии померанские земли, лежавшие восточнее Одера, острова Волин и Узедом, а также часть Западной Померании, расположенную южнее реки Пене. Столица провинции была перенесена в Штеттин.
В 1814 году в соответствии с Кильским договором Швеции пришлось уступить основную часть Шведской Померании (за исключением Штральзунда, для которого был установлен особый режим) Дании в обмен на расторжение датско-норвежской унии и передачи Норвегии Швеции.

### Реорганизация прусских провинций
В 1815 году по итогам Венского конгресса по окончании освободительных войн территория королевства Пруссия (синий цвет на карте соответствует границам до 1815 года) была значительно увеличена (зелёным цветом отмечены приобретённые территории). В частности, Пруссии была передана последняя оставшаяся часть Шведской Померании (номер 15 на карте), включая Штральзунд и остров Рюген. Взамен Пруссия отдала Дании герцогство Лауэнбург и дополнительно выплатила ей 2,6 млн талеров.
Для лучшей организации увеличевшейся территории государства в Пруссии в 1815/1816 годах была проведена административная реформа, предполагавшая полное переустройство провинциального деления и учреждение должности обер-президента в провинциях. Провинция Померания в её новых границах стала одной из десяти новоорганизованных провинций. Кроме исконно померанских земель в новую провинцию Померания в 1815 году также были переданы бывшие бранденбургские районы Дранбург и Шивельбайн, а также северная часть также ранее принадлежащего Бранденбургу района Арнсвальде вместе с городом Нёренбергом. Столицей провинции был выбран город Штеттин.

Административное устройство провинции Померания, 1913 год:
Адм. округ Штральзунд
Адм. округ Штеттин
Адм. округ Кёслин

В административном плане Померания была разделена на три административных округа:
- Административный округ Штральзунд, центр — Штральзунд
- Административный округ Штеттин, центр — Штеттин
- Административный округ Кёслин, центр — Кёслин

Округ Штральзунд являлся самым маленьким по площади округом во всей Пруссии и был создан лишь из-за особой правовой ситуации, связанной с ранней принадлежностью региона Шведской Померании, так как здесь не действовало всеобщее прусское право. Лишь с введением единого всегерманского Гражданского кодекса в 1900 году эта проблема была решена.
В последующие годы административно-территориальное устройство провинции претерпело многократные изменения на уровне районов. В частности, в 1932 году был упразднён округ Штральзунд, а его территория была полностью присоединена к округу Штеттин.

### В нацистской Германии и после войны

Округа и районы провинции Померания в 1939 году

После прихода к власти национал-социалистов в 1933 году и началом политики гляйхшальтунга провинции фактически утратили своё значение, а функции обер-президента Померании с этого времени были переложены на гауляйтеров партийного гау Померания.
В 1938 году была упразднена провинция Позен-Западная Пруссия, а её основная часть была передана в провинцию Померания в качестве административного округа Позен-Западная Пруссия с центром в городе Шнайдемюль. Вместе с этим в состав нового округа были переданы районы Арнсвальде и Фридельберг из провинции Бранденбург, а также районы Драмбург и Нойштеттин, находящиеся ранее в округе Кёслин.
В мае 1945 года провинция Померания разделялась на три округа:
- Административный округ Штеттин, центр — Штеттин
- Административный округ Кёслин, центр — Кёслин
- Административный округ Позен-Западная Пруссия, центр — Шнайдемюль

После войны в соответствии с условиями Потсдамского соглашения 1945 года, территория провинции Померания, расположенная к востоку от Одера, а также часть левобережных земель севернее Гарца (с Штеттином и Свинемюнде) отошли Польше. Оставшиеся территории были объединены с Мекленбургом и в 1949 году вошли в состав ГДР. В Польше на бывших померанских землях были созданы Щецинское и Кошалинское воеводства. Передняя Померания сегодня является частью федеральной земли Мекленбург-Передняя Померания и входит в состав Германии.

## География и экономика
Низменная равнинная береговая поверхность переходит на юге провинции в более холмистую. Главная река региона — Одер, который образует много рукавов, впадающих в Балтийское море. К системе Одера принадлежат также судоходные реки Ина, Укер и Пеене. Из других рек судоходны — Рекниц, Рикграбен, Рега, Персанте, Виппер, Стольпе, Люпов, Леба. Имеется много береговых озёр: Лебское, Гардское, Вицкое, Виттерское, Буковское, Ямундское и Кампское. В южной холмистой части региона также много озёр: Вирховское, Драцигское, Вильмское, Большое Люббе и другие.
Более 90 % территории провинции занимали пашни, сады, луга и леса. Было очень распространено крупное землевладение. В регионе выращивали рожь, картофель, пшеницу, ячмень и овес. Садоводство и огородничество было в основном распространено в окрестностях Штеттина и в Штральзундском административном округе. У границы с Бранденбургом было развито табаководство. Также были развиты скотоводство, птицеводство и, особенно в восточной Померании, рыбная ловля. Добывались известь, мергель и бурый каменный уголь, однако значение имела только добыча торфа. Фабрично-заводская промышленность, кроме отраслей, связанных с сельским хозяйством (винокурение, сахароварение), была развита слабо и имела значение только в окрестностях Штеттина (машино- и судостроение, химические заводы). Имелись писчебумажная и обрабатывающая древесную массу фабрики, стеклянные заводы. Главными торговыми пунктами провинции были Штеттин с гаванью Свинемюнде, Штральзунд, Грайфсвальд, Вольгаст, Анклам, Кольберг, Штольп.
Главным учебным заведением провинции был Университет в Грайфсвальде.

## Население

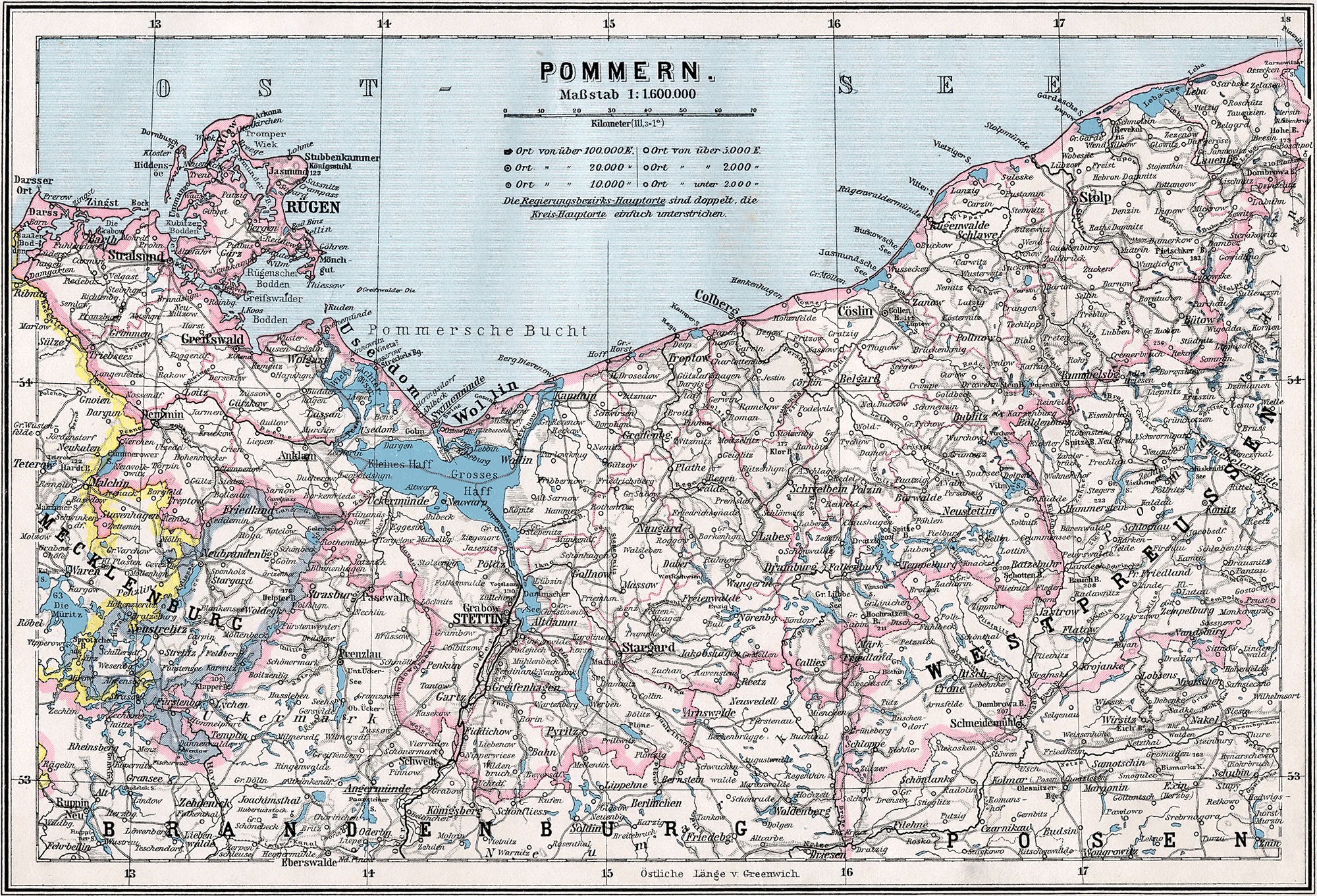
Карта провинции Померания, 1905 год

### Статистические данные
В 1895 году в провинции проживало 1 574 020 жителей, основная масса которых принадлежала к протестантам. Католики проживали в основном в больших городах и на западной границе и имели польское происхождение. Также имелись остатки славянского населения, сохранившиеся по реке Лебе и до Гардского озера (кашубы), которые принадлежали к лютеранскому вероисповеданию и были уже почти совсем онемечены.
Территория и население провинции Померания в 1900 году:
| Административный округ | Площадь, км² | Население, чел. | Количество районов | Количество районов |
| Административный округ | Площадь, км² | Население, чел. | сельских           | городских          |
| ---------------------- | ------------ | --------------- | ------------------ | ------------------ |
| Округ Штеттин          | 12.078,93    | 830.709         | 12                 | 1                  |
| Округ Кёслин           | 14.030,73    | 587.783         | 12                 | 1                  |
| Округ Штральзунд       | 4.010,88     | 216.340         | 4                  | 1                  |
| Всего по провинции     | 30.120,54    | 1.634.832       | 28                 | 3                  |

Территория и население провинции Померания в 1925 году:
| Административный округ | Площадь, км² | Население, чел. | Количество районов | Количество районов |
| Административный округ | Площадь, км² | Население, чел. | сельских           | городских          |
| ---------------------- | ------------ | --------------- | ------------------ | ------------------ |
| Округ Штеттин          | 12.086       | 951.176         | 12                 | 2                  |
| Округ Кёслин           | 14.108       | 680.664         | 12                 | 3                  |
| Округ Штральзунд       | 4.015        | 246.941         | 4                  | 2                  |
| Всего по провинции     | 30.208       | 1.878.781       | 28                 | 7                  |

Религиозный состав населения в 1925 году: 95,2 % — протестанты; 3,5 % — католики; 0,1 % — другие христианские конфессии; 0,4 % — евреи; 0,8 % — прочие конфессии.
Площадь и численность населения провинции и отдельных её административных округов по состоянию на 17 мая 1939 года в границах на 1 января 1941 года и количество районов на 1 января 1941 года:
| Административный округ       | Площадь, км² | Население, чел. | Количество районов | Количество районов |
| Административный округ       | Площадь, км² | Население, чел. | сельских           | городских          |
| ---------------------------- | ------------ | --------------- | ------------------ | ------------------ |
| Округ Штеттин                | 14.178,91    | 1.237.782       | 13                 | 4                  |
| Округ Кёслин                 | 12.765,64    | 676.790         | 10                 | 3                  |
| Округ Позен-Западная Пруссия | 11.456,31    | 479.272         | 8                  | 1                  |
| Всего по провинции           | 38.400,86    | 2.393.844       | 31                 | 8                  |

### Городское и сельское население
Распределение населения по различным типам населённых пунктов в зависимости от их величины по общему количеству жителей, согласно данным переписи населения 1925 года и по состоянию на 17 мая 1939 года:
| Год  | Доля населения по категориям населённых пунктов по числу жителей | Доля населения по категориям населённых пунктов по числу жителей | Доля населения по категориям населённых пунктов по числу жителей |
| Год  | менее 2.000 жителей                                              | 2.000 — 100.000 жителей                                          | более 100.000 жителей                                            |
| ---- | ---------------------------------------------------------------- | ---------------------------------------------------------------- | ---------------------------------------------------------------- |
| 1925 | 53,1 %                                                           | 33,4 %                                                           | 13,5 %                                                           |
| 1939 | 44,4 %                                                           | 44,3 %                                                           | 11,3 %                                                           |

Крупнейшими городами провинции Померания являлись (по данным 1925 года):
- Штеттин — 254.466 чел.
- Штольп — 41.602 чел.
- Штральзунд — 39.469 чел.
- Штаргард — 32.545 чел.
- Кольберг — 30.115 чел.
- Кёслин — 28.812 чел.

## Обер-президенты

Герб прусской провинции Померания

Пост обер-президента введён в Пруссии согласно указу от 30 апреля 1815 года об улучшении организации провинциального управления (нем. Verordnung wegen verbesserter Einrichtung der Provinzial-Behörden).
| Годы      | Обер-президент               | Партия |
| --------- | ---------------------------- | ------ |
| 1815—1816 | Карл фон Ингерслебен         |        |
| 1816—1831 | Йоханн Аугуст Закк           |        |
| 1831—1835 | Мориц Хаубольд фон Шёнеберг  |        |
| 1835—1852 | Вильгельм фон Бонин          |        |
| 1852—1866 | Эрнст Зенфт фон Пилзах       |        |
| 1867—1882 | Фердинанд фон Мюнххаузен     |        |
| 1883—1891 | Ульрих фон Бер-Негенданк     |        |
| 1891—1899 | Роберт Виктор фон Путткаммер |        |
| 1900—1911 | Гельмут фон Мальцан          |        |
| 1911—1917 | Вильгельм фон Валдов         |        |
| 1917—1918 | Герман Фрайхерр фон Циллер   |        |
| 1918—1919 | Георг Михаэлис               |        |
| 1919—1930 | Юлиус Липпман                | НДП    |
| 1930—1933 | Карл фон Хальферн            | ННП    |
| 1934—1945 | Франц Шведе                  | НСДАП  |